# Ковалёв, Михаил Прокофьевич
Михаи́л Проко́фьевич Ковалёв (7 июля 1897, Брюховецкая, Краснодарский край — 31 августа 1967, Ленинград) — советский военачальник, генерал-полковник (07.05.1943).

## Биография
Родился в семье крестьянина-казака станицы Брюховецкой Кубанской области. Русский.
В Русской императорской армии с 1915 года. Окончил 2-ю Тифлисскую артиллерийскую школу прапорщиков в 1916 году. Воевал в Первой мировой войне на Западном фронте, был командиром полуроты и командиром роты, затем командовал батальоном. На фронте получил все чины от прапорщика до штабс-капитана.
В Красной Армии с 1918 года. Участник Гражданской войны. В 1918 году командовал Тимашевским партизанским отрядом и 1-м Тимашевским стрелковым полком, с 1919 года — командир 442-го стрелкового полка, с 1920 года — командир 20-го стрелкового полка. С апреля 1920 года командовал бригадами в 50-й Таманской стрелковой дивизии и в 34-й стрелковой дивизии. Участвовал в боях против войск генералов А. И. Деникина и П. Н. Врангеля. При разгроме Улагаевского десанта в августе-сентябре 1920 года воевал помощником командира Красного десантного отряда 9-й армии. В 1921 году, будучи командиром 14-й отдельной кавалерийской бригады, участвовал в подавлении Тамбовского восстания.

### Межвоенный период
С 1921 года командовал 20-м кавалерийским полком войск ВЧК. Окончил Военную академию РККА имени М. В. Фрунзе в 1924 году. С августа 1924 года — помощник командира 27-й Омской стрелковой дивизии в Белорусском военном округе, с октября 1925 года — командир 64-й стрелковой дивизии. В 1928 году окончил курсы усовершенствования военно-начальствующего состава РККА. Член ВКП(б) с 1927 года.
С декабря 1928 года — командир и военком (с августа 1931 командир-единоначальник) 1-я Кавказской стрелковой дивизии. С мая 1932 года — командир и военком 9 стрелкового корпуса в Северо-Кавказском военном округе. С июня 1936 года — комендант и военком Забайкальского укреплённого района. С декабря 1937 года — заместитель командующего войсками Киевского военного округа. С апреля 1938 года — командующий войсками Белорусского Особого военного округа. В сентябре 1939 года во время Польского похода РККА был командующим Белорусским фронтом, войска которого заняли Западную Белоруссию.
В феврале 1940 года был срочно направлен на фронт Советско-финской войны, где сначала был назначен командующим Южной группой войск 8-й армии, действовавшей севернее Ладожского озера. Через несколько дней на базе этой группы была спешно создана 15-я армия, действовавшая в северо-восточном Приладожье, и её командующим 12 февраля стал М. П. Ковалёв. Однако после провала попыток прорвать кольцо окружения ряда частей армии 24 февраля был снят с должности. После завершения военных действий с апреля 1940 года командовал войсками Харьковского военного округа. С декабря 1940 года — генерал-инспектор пехоты Красной Армии.
Оценку действиям М. П. Ковалёва в советско-финской войны дал И. В. Сталин, следствием которой по мнению некоторых историков, стало то, что в Великой Отечественной войне он был оставлен на тыловой работе:

Хуже всех пошло у тов. Ковалёва. Так как он хороший боец, так как он герой гражданской войны и добился славы в эпоху гражданской войны, то ему очень трудно освободиться от опыта гражданской войны, который совершенно недостаточен. Традиции и опыт гражданской войны совершенно недостаточны, и кто их считает достаточными, наверняка погибнет. — Цитата по: Зимняя война 1939—1940. И. В. Сталин и финская кампания. — Стенограммы совещания при ЦК ВКП(б) начальствующего состава по сбору опыта боевых действий против Финляндии (14—17 апреля 1940 года). — М.: Наука, 1999.
В 1939—1941 годах — кандидат в члены ЦК ВКП(б).
Как на многих высокопоставленных военных, на Ковалёва органы НКВД СССР также активно искали доказательства антисоветской деятельности. Резюмируя итог этой работы, 16 июля 1941 года начальник 3-го управления НКО СССР майор государственной безопасности А. Н. Михеев направил на имя Г. М. Маленкова справку с многочисленными обвинениями в адрес Ковалёва как активного участника «военно-фашистского заговора». По показаниям И. Ф. Федько, именно он завербовал Ковалёва, но Н. Д. Каширин утверждал, что это сделал В. М. Примаков; впрочем, сам Примаков на допросах рассказывал только об антисоветских разговорах Ковалёва с критикой колхозной действительности; показания об участи Ковалёва в заговоре давали также комкор И. К. Грязнов, комдив Г. Я. Килевейн и другие арестованные командиры РККА. Также Ковалёв обвинялся в восхвалении врагов народа Тухачевского и Примакова, в преступном руководстве войсками армии в финской войне, в очковтирательстве и других прегрешениях.

### В годы Великой Отечественной войны
В июне 1941 года был направлен в Забайкалье и назначен командующим войсками Забайкальского военного округа. В сентябре 1941 года перед угрозой нападения Японии на СССР округ был развёрнут в Забайкальский фронт, и М. П. Ковалёв был назначен командующим войсками этого фронта. Все годы Великой Отечественной войны войска фронта создавали многоэшелонированную оборону вдоль границ СССР и Монголии, также фронт готовил и войска для действующей армии.
В июле 1945 года командующим фронтом был назначен Маршал Советского Союза Р. Я. Малиновский, а М. П. Ковалёв — оставлен его заместителем. В советско-японской войне в августе 1945 года участвовал в Хингано-Мукденской фронтовой операции — составной части Маньчжурской стратегической наступательной операции.

### Послевоенная биография

Могила М. П. Ковалёва на Богословском кладбище Санкт-Петербурга.

После расформирования фронта в октябре 1945 года назначен командующим войсками Забайкальско-Амурского военного округа, в июне 1947 года после изменения системы военных округов назначен заместителем командующего войсками Забайкальского военного округа. В 1948 году окончил Высшие академические курсы при Высшей военной академии имени К. Е. Ворошилова. С марта 1949 года — первый заместитель командующего войсками Ленинградского военного округа. С октября 1955 года в запасе.
Жил в Ленинграде.
В 1937—1946 годах являлся депутатом Верховного Совета СССР 1-го созыва.
Умер 31 августа 1967 в Ленинграде.

## Воинские звания
- Комдив (20.11.1935)[4]
- Комкор (08.01.1938)[5]
- Командарм 2-го ранга (08.02.1939)[6]
- Генерал-лейтенант (04.06.1940)[7]
- Генерал-полковник (07.05.1943)[8]

## Награды
- Два ордена Ленина (12.11.1943, 21.02.1945)
- Четыре ордена Красного Знамени (27.02.1921[9], 22.03.1922[10], 3.11.1944, 24.06.1948)
- Орден Суворова 1-й степени (8.09.1945)
- Орден Трудового Красного Знамени
- Орден Красной Звезды (20.05.1940)
- Медали СССР
- Орден Облаков и Знамени II степени (Китайская республика, 24.01.1946)[11]

## Память
- Именем М. П. Ковалёва названа улица в Тимашевске (1972)[12]